# Agrilus barberi
Agrilus barberi är en skalbaggsart som beskrevs av Fisher 1928. Agrilus barberi ingår i släktet Agrilus och familjen praktbaggar. Inga underarter finns listade i Catalogue of Life.